# Textulina
Textulina es un género de foraminífero bentónico de la subfamilia Siphotextulariinae, de la familia Textulariidae, de la superfamilia Textularioidea, del suborden Textulariina y del orden Textulariida. Su especie tipo es Siphotextularia obesa. Su rango cronoestratigráfico abarca desde el Eoceno hasta la Actualidad.

## Clasificación
Textulina incluye a las siguientes especies:
- Textulina foliumformis
- Textulina obesa
- Textulina saulcyana
- Textulina subplanoides